# Euphorbia tannensis
Euphorbia tannensis är en törelväxtart som beskrevs av Spreng.. Euphorbia tannensis ingår i släktet törlar, och familjen törelväxter.

## Underarter
Arten delas in i följande underarter:
- E. t. eremophila
- E. t. tannensis